# Э, Луи-Шарль де Бурбон
Луи-Шарль де Бурбон, граф д’Э (фр. Louis Charles de Bourbon; 15 октября 1701, Со — 13 июля 1775, Со) — французский аристократ и военачальник. Внук короля Людовика XIV и официальной фаворитки мадам Монтеспан. Также обладал титулами герцога Омальского (1736), принца Домбского (1755—1762), герцога Жизорского (1762), графа де Дрё, принца д’Ане, барона де Со. Последний представитель легитимизованной династии Бурбон-Мэн.

## Биография
Луи-Шарль появился на свет 15 октября 1701 года в родовом дворце Со, возле Версаля. Он был младшим сыном герцога Мэнского и Анны Луизы Бенедикты де Бурбон.
Детские годы прошли рядом со старшим братом Луи-Огюстом, известным как принц Домбский, и их младшей сестрой Луизой-Франсуазой (1707—1743), известной как мадемуазель дю Мэн.

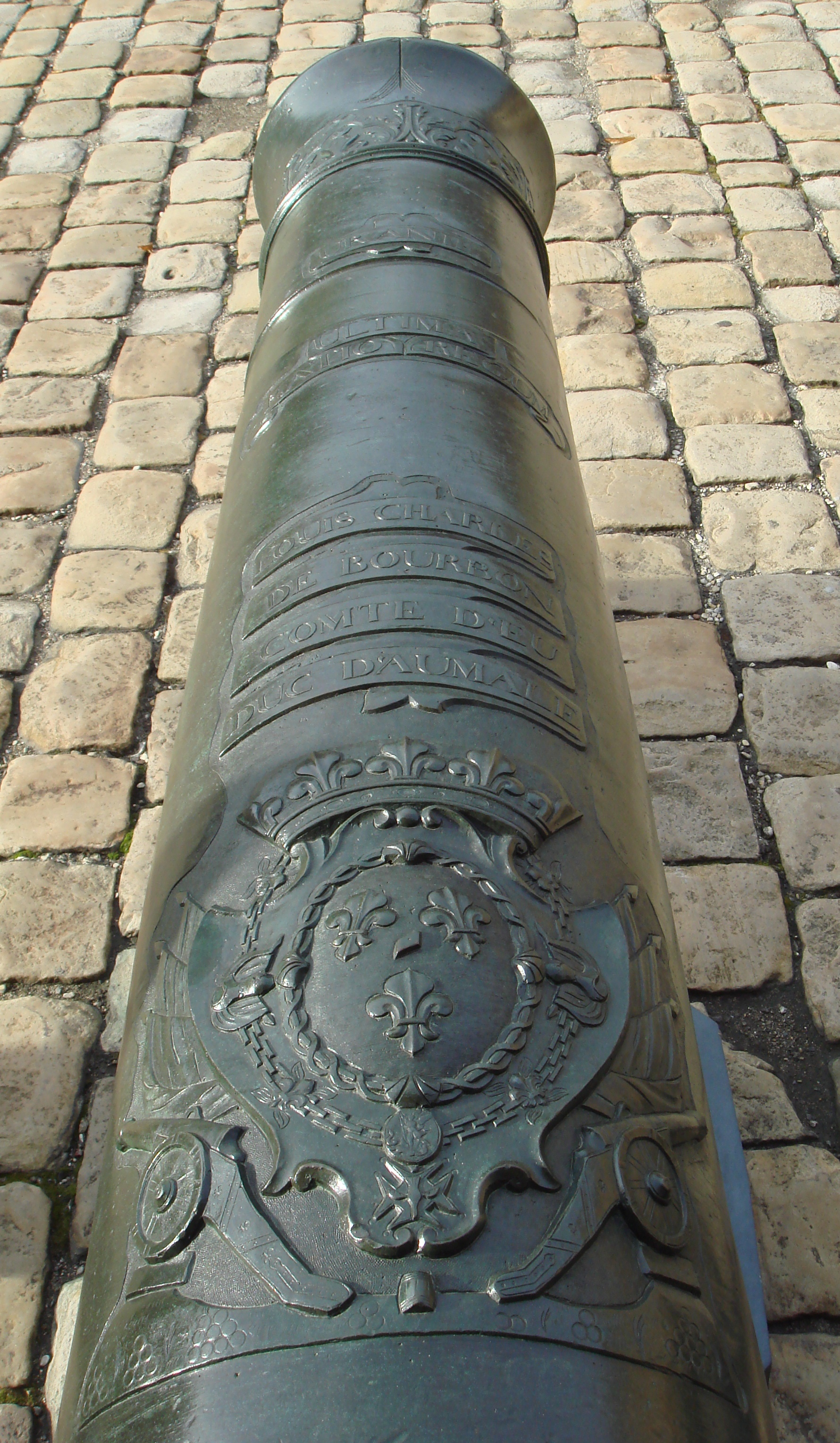
24-фунтовое орудие де Вальера с гербом Луи-Шарля, гарантировавшим качество (парижский дом Инвалидов)

Подобно своему брату и сестре Луи-Шарль до конца дней оставался не женатым и не имел потомства. После смерти отца в 1736 году он получил титул герцога Омальского. Также он перенял от отца должность великого магистра артиллерии.
Основным наследником отца был старший брат Луи-Шарля; после того как он погиб на дуэли в 1755 году, семейное состояние перешло к Луи-Шарлю, и он стал главой дома Бурбонов-Мэнских. Луи-Шарль унаследовал семейные титулы — принц де Домб (1755—1762), принц д’Ане, герцог Жизорский, граф де Дрё и барон Со. После смерти брата к Луи-Шарлю также перешла должность губернатора Лангедока и множество дворцов и замков брата.
Как и старший брат, Луи-Шарль редко появлялся при королевском дворе, предпочитая охотиться в своем поместье Ане. Даже в преклонных годах он продолжал охотиться, передвигаясь в маленькой повозке.
Подобно своему кузену герцогу Пентьевру, знаменитого своим милосердием и богатством, Луи Шарль снискал широкую популярность среди французов занимаясь благотворительностью. В 1773 году он предложил Людовику XV купить своё герцогство Омальское и графство Э, а также земли Ане. Согласованная сумма возмещения составила 12 миллионов ливров.
Граф д’Э скончался в октябре 1775 года в возрасте 73 лет в своём дворце Со. Поскольку у него не было потомства, он завещал огромное состояние династии Бурбонов-Мэнских — своему младшему кузену герцогу Пентьевру, сыну графа Тулузского. Граф похоронен в церкви Сен-Жан-Батист в Со, который в наше время является пригородом Парижа.